# Espen Knutsen
Espen Knutsen (* 12. ledna 1972 v Oslo) je bývalý norský hokejový útočník a současné době (2010) trenér klubu Vålerenga. Patří k nejúspěšnějším norským hokejistům historie, je jediným Norem nominovaným k zápasu hvězd NHL.

## Klubová kariéra
Začínal v norské lize v klubu Vålerenga. V roce 1990 byl draftován Hartfordem, ale zůstal v Evropě, nejprve v mateřském klubu (třikrát se stal mistrem země), od roku 1994 v nejvyšší švédské lize v Djurgårdenu. V sezóně 1997/1998 se zkoušel prosadit v NHL v Anaheimu, v prvním týmu však odehrál jen 19 utkání a většinu sezóny strávil na farmě Cincinnati Mighty Ducks v AHL. Na další dva roky se proto vrátil do Djurgårdenu, kde byl v sezóně 1999/2000 nejlépe placeným hráčem švédské ligy. Pomohl klubu ke švédskému titulu, v play-off byl nejlepším střelcem. Druhou šanci prosadit se v NHL dostal v roce 2000, kdy podepsal kontrakt s Columbus Blue Jackets na doporučení asistenta trenéra George Kingstona, který předtím vedl norskou reprezentaci. V první sezóně zaznamenal 53 bodů (11 gólů a 42 asistencí) v 66 utkáních. V následující sezóně 2001/2002 byla jeho produktivita o něco nižší (42 bodů v 77 zápasech), přesto byl nominován jako první a dosud jediný Nor do All-Star Game (tehdy do výběru Světa proti Severní Americe). V roce 2002 při utkání s Calgary Flames puk vypálený Knutsenem a tečovaný holí obránce Calgary Derekem Morrisem zasáhl do hlavy 13letou fanynku, která na následky zranění podlehla. Tragická událost byla pro NHL impulzem k zavedení ochranné nylonové sítě za brankami.
V dalších dvou sezónách byl Knutsen limitován zraněními, kvůli kterým většinu ročníků vynechal. Závěr kariéry odehrál opět v Djurgårdenu, kde jej v roce 2005 vleklé zdravotní potíže přinutily ukončit aktivní kariéru. V bodování norských hokejistů v NHL je jasně na prvním místě historické tabulky. Velmi oceňován byl zejména ve švédském Djurgårdenu.

## Reprezentace
Svou zemi reprezentoval na olympiádě v Lillehammeru 1994 a mistrovství světa elitní kategorie v letech 1994, 1995, 1996 a 1997.

## Trenérská kariéra
Od roku 2005 působí v týmu Vålerenga jako trenér a od roku 2009 jako generální manažer týmu.